# Ispán
Pour les articles homonymes, voir Institut de sauvegarde du patrimoine national.
Pour un article plus général, voir Joupan.

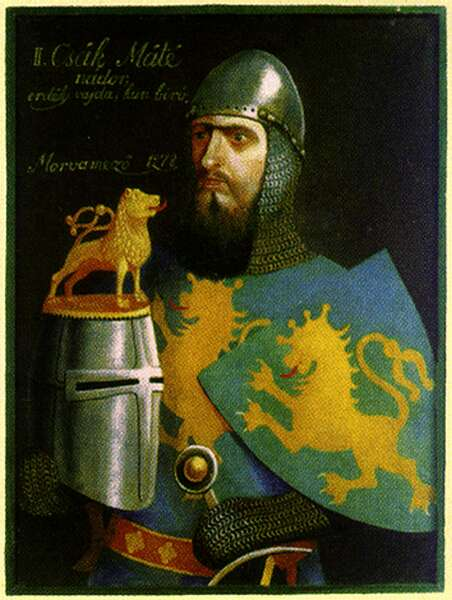
Mathias II Csák, Ispán de Hont en 1247

Ispán (comes « comte » en latin), puis főispán (parfois « comte-suprême » ou « préfet » en français), est un titre donné dans le royaume de Hongrie, du Moyen Âge jusqu'à l'instauration du régime communiste (loi de 1950), aux dignitaires les plus importants, le plus souvent à la tête d'un comitat. La traduction française est « joupan ». 

## Histoire
Dans le système des comitats royaux, communs aux royaumes de Hongrie et de Croatie (unis sous la même couronne), le terme distinguait les nobles proches du roi qui, à l’instar des comtes francs (grafio), assuraient des fonctions fiscales, militaires et judiciaires. La charge pouvait aussi désigner des chefs de groupes socio-ethniques chargés de défricher ou de défendre des territoires en Hongrie royale, Croatie ou Transylvanie, comme l’ispán des Coumans (kunok ispánja), des Petchénègues (besenyők ispánja), des Valaques (oláhispán), l'ispán des Sicules (székelyispán) ou des Saxons de Transylvanie (szászispán). Existaient également des udvarispán, ou ispáns de la Cour royale, des kápolnaispán, ou ispáns de la chapelle royale, et des ispáns correspondant à différents niveaux de l'administration financière: harmincadispán, pénzverőispán, kamaraispán, urburaispán.
L'ispán était le commandant d’une forteresse et des terres de la Couronne attachées à celle-ci, depuis le début du XIe siècle. La plupart d’entre eux étaient aussi à la tête d’un comitat et cette fonction devient prédominante à partir du XIIIe siècle. Nommés et révoqués par le monarque ou bien par un grand-officier royal responsable d'une plus grande unité territoriale, les ispáns remplissaient des fonctions administratives, judiciaires et militaires dans un ou plusieurs comitats. Les ispáns de Pozsony et de Temes étaient inclus parmi les « barons du royaume » (baron regni), tout comme le Palatin de Hongrie et les autres grands-officiers du royaume. Jusqu’au XVIIIe ou XIXe siècle, certains de ces grands-officiers et quelques prélats étaient ispáns ex officio de comitats tels ceux de Esztergom et de Fehér. Il n’était pas non plus inhabituel de voir, entre le milieu du XVe siècle et le XVIIIe, certains comitats héréditaires de facto, dirigés sur de nombreuses générations par les mêmes familles.
La fonction d’ispán disparaît au centre de la Hongrie sous la domination ottomane (1526-1699) mais se maintient dans les régions périphériques (Hongrie des Habsbourg à l’Ouest et en Slovaquie, principauté transylvaine agrandie à l'Est) et réapparaît avec la conquête de la Hongrie centrale par l’Empire des Habsbourg.
À l’époque moderne, le titre sous cette acception évolue en ispán principal ou főispán, représentant le pouvoir royal à la tête des comitats ou des villes de droit comital. À Budapest, c’est l’équivalent d’un bourgmestre principal. Après la fin de la monarchie en Hongrie et la transformation des comitats en collectivités territoriales, la fonction d’ispán disparaît.
À partir du XIIIe siècle, les ispáns sont souvent représentés localement par leur adjoint, le alispán (vicecomes en latin). Bien que les fonctions de l’alispán s’étendent de plus en plus, les ispáns - ou megyésispán - restent les principaux dirigeants de leurs comitats, comme en témoigne leur nouveau titre mis en place au cours du XVIe siècle : főispán, ou supremus comes, parfois traduit par « comte-suprême » ou « préfet » en français.

## Alispán
L’alispán (vicecomes en latin) était le chef de la juridiction dans le comitat lorsque le megyésispán (főispán) était indisponible. Il reçoit les ordres et décrets royaux. Après 1526 et la bataille de Mohács, il représente l’assemblée des nobles, et l’approbation de celle-ci devient nécessaire à son élection (lois de l’an 1548, n° LXX). Son élection directe par l’assemblée est promulguée en 1723, bien que le choix ne se fait qu’entre quatre prétendants, choisis par le főispán. Il est élu par cette assemblée pour une durée de six ans. Après le compromis austro-hongrois de 1867, il est véritablement le chef juridictionnel et administratif du comitat (lois de l’an 1870 n° XLII), mais le comte-suprême préside les plus importantes assemblées et supervise les différents organes du comitat. Son autorité cesse à la suite de la loi no 1 de 1950 initiant le système soviétique.

## Várispán
Le várispán (comes castri en latin) ou comte du château était le commandant militaire de la forteresse et le chef des paysans alentour. Cette fonction n’était pas héréditaire. Comme l’un des plus hauts rangs dans le royaume de Hongrie, il était membre honor regni (patricien du royaume).

## Határispán
Il existait aussi des határispán (comes confinii) ou ispáns des confins, ayant la responsabilité de défendre telle ou telle portion des frontières du Royaume.

## Erdőispán
Les erdőispán (custodes silvarum en latin) étaient les gérants des domaines royaux, appelés comitats forestiers (erdőispánság en hongrois), qui existèrent de la fin du XIIe aux XIII-XIVe siècles.

## Sources
- The Laws of the Medieval Kingdom of Hungary, 1000–1301, 1999, Jr. Publishers,  (ISBN 1-884445-29-2). (OCLC 495379882). (OCLC 248424393). (LCCN 89010492)
- Stephen Werbőczy: The Customary Law of the Renowned Kingdom of Hungary in Three Parts (1517), 2005, Jr. Publishers,  (ISBN 1-884445-40-3).
- Korai magyar történeti lexikon : 9–14. század, Akadémiai, Budapest, 1994